# Kekeya’er Ke’erkezizu (sockenhuvudort i Kina, Xinjiang Uygur Zizhiqu, lat 38,04, long 75,07)
Kekeya'er Ke'erkezizu är en sockenhuvudort i Kina. Den ligger i den autonoma regionen Xinjiang, i den nordvästra delen av landet, omkring 1 200 kilometer sydväst om regionhuvudstaden Ürümqi. Antalet invånare är 958. Befolkningen består av 475 kvinnor och 483 män. Barn under 15 år utgör 28,0 %, vuxna 15-64 år 66 %, och äldre över 65 år 5,0 %.
Trakten runt Kekeya'er Ke'erkezizu är nära nog obefolkad, med mindre än två invånare per kvadratkilometer. Det finns inga andra samhällen i närheten. Trakten runt Kekeya'er Ke'erkezizu är ofruktbar med lite eller ingen växtlighet.
Genomsnittlig årsnederbörd är 304 millimeter. Den regnigaste månaden är november, med i genomsnitt 52 mm nederbörd, och den torraste är december, med 7 mm nederbörd.